# Slocomb (Alabama)
 Slocomb és una població dels Estats Units a l'estat d'Alabama. Segons el cens del 2000 tenia 2.052 habitants.

## Demografia
Segons el cens del 2000, Slocomb tenia 2.052 habitants, 856 habitatges, i 590 famílies La densitat de població era de 83,3 habitants/km².
Dels 856 habitatges en un 30,7% hi vivien nens de menys de 18 anys, en un 50,4% hi vivien parelles casades, en un 14,4% dones solteres, i en un 31% no eren unitats familiars. En el 29% dels habitatges hi vivien persones soles el 15,1% de les quals corresponia a persones de 65 anys o més que vivien soles. El nombre mitjà de persones vivint en cada habitatge era de 2,4 i el nombre mitjà de persones que vivien en cada família era de 2,93.
Per edats la població es repartia de la següent manera: un 25,2% tenia menys de 18 anys, un 6,6% entre 18 i 24, un 27% entre 25 i 44, un 22,9% de 45 a 60 i un 18,3% 65 anys o més.
L'edat mediana era de 39 anys. Per cada 100 dones hi havia 91,1 homes. Per cada 100 dones de 18 o més anys hi havia 83,6 homes.
La renda mediana per habitatge era de 22.113 $ i la renda mediana per família de 29.583 $. Els homes tenien una renda mediana de 25.962 $ mentre que les dones 21.250 $. La renda per capita de la població era de 12.772 $. Aproximadament el 20,6% de les famílies i el 23,8% de la població estaven per davall del llindar de pobresa.

## Poblacions més properes
El següent diagrama mostra les poblacions més properes.